# Blauwkopastrild
De blauwkopastrild of blauwkopblauwfazantje (Uraeginthus cyanocephalus) behoort tot de familie van de prachtvinken (Estrildidae) en komt oorspronkelijk uit Oost-Afrika.

## Kenmerken
De mannetjes van de blauwkopastrild zijn te onderscheiden doordat ze meer blauw boven op het kopje hebben dan de vrouwtjes. Vrouwtjes hebben alleen wat blauw op het voorhoofd. De vleugels zijn bruin, ook het buikje heeft een bruinige tint. Ze meten van kop tot staart ongeveer 13 centimeter.

## Verzorging
Deze prachtvink verdraagt geen lage temperaturen en moet daarom 's winters binnenshuis of in een verwarmd nachtverblijf kunnen overwinteren. Als voedsel geeft men deze prachtvinken een mengsel van zaad voor kleine tropische vogels, onkruidzaad en trosgierst. Ook gekiemd zaad of jong graszaad komt in aanmerking. Daarbij wat levend voer zoals kleine insecten en eivoer. Daarbij voor vrijwel alle vogels maagkiezel en grit.
Ook een bakje met water om te badderen stellen ze bij mooi weer op prijs.